# Grafschaft Boussu
Die Herrschaft und spätere Grafschaft Boussu im Hennegau mit dem Ort Boussu bei Mons als Zentrum, befand sich seit dem 13. Jahrhundert im Besitz des Hauses Hénin. 1555 zur (niederländischen) Grafschaft erhoben, trat Boussu in der Folge gegenüber dem Fürstentum Chimay, das die Familie 1686 erbte, in den Hintergrund.

## Herren von Boussu
- Nicolas de Fontaines, Seigneur de Boussu, 1248/72 Bischof von Cambrai
  - Mahaut de Fontaines, dessen Schwester, ⚭ Baudouin I. de Cuincy, Seigneur de Hénin
- Jean I. de Hénin, † 1300, Sire de Cuincy et de (1276/95) Boussu, deren Sohn
- Baudouin I. de Hénin, X 1302, Sire de Boussu, dessen Sohn
- Baudouin II. de Hénin, † 1317, Sire de Boussu, dessen Sohn
- Jean II. de Hénin, † 1348, dessen Bruder, Sire de Boussu
  - Wauthier I. de Hénin, Bruder von Baudouin I.
- Jean III. de Hénin, † 1379, 1348 Sire de Boussu, dessen Sohn
- Wauthier II. de Hénin, † 1422, Sire de Boussu, dessen Sohn
- Jean IV., de Hénin, † 1452, Seigneur de Boussu, dessen Sohn
- Pierre I. de Hénin, † 1490, Seigneur de Boussu, dessen Sohn
- Gérard de Hénin, † 1491, Seigneur de Boussu, dessen Sohn
- Philippe de Hénin, X 1511, Seigneur de Boussu, dessen Bruder
- Jean V. de Hénin, † 1562, Seigneur und 1555 Comte de Boussu, dessen Sohn

## Die Grafen von Boussu
- Jean V. de Hénin, † 1562, Seigneur und 1555 Comte de Boussu
- Maximilien de Hénin-Liétard, † 1578, dessen Sohn, 1562 Comte de Boussu, 1567 Statthalter von Holland, Westfriesland und Utrecht,
- Pierre II. de Hénin, † 1598, dessen Sohn, 1578 Comte de Boussu
  - Jacques de Hénin, † 1618, Bruder Maximiliens, Marquis de Veere
- Maximilian II. de Hénin, † 1625, Comte de Boussu, Marquis de Veere, dessen Sohn
- Albert Maximilien de Hénin, X 1640, dessen Sohn, Comte de Boussu, Marquis de Veere
- Eugène de Hénin-Liétard, † 1656, dessen Bruder, Comte de Boussu, Marquis de Veere
- Philippe Louis de Hénin-Liétard, † 1688, dessen Sohn, 1656 7. Comte de Boussu, 4. Marquis de Vere et de Vlissingen, 1686 10. Prince de Chimay, Comte de Beaumont
- Charles Louis Antoine de Henin-Liétard dit d’Alsace de Boussu, † 1740, dessen Sohn, 1688 8. Comte de Boussu, 11. Prince de Chimay, Comte de Beaumont
- Alexandre Gabriel Joseph de Henin-Liétard dit d’Alsace de Boussu, † 1745, dessen Bruder, 1735 Reichsfürst von Chimay, 1737 12. Prince de Chimay, Comte de Beaumont, 1749 9. Comte de Boussu
- Jean François Joseph de Henin-Liétard dit d’Alsace de Boussu, † 1754, dessen Bruder, Comte de Boussu
- Thomas Alexandre Marc Henri de Henin-Liétard dit d’Alsace de Boussu (1732-1759), Sohn Alexandres, 1745 bzw. 1748 13. Prince de Chimay, Comte de Beaumont, 10. Comte de Boussu
- Thomas Alexandre Marc Maurice de Henin-Liétard dit d’Alsace de Boussu (1759-1761), dessen Sohn, 1759 14. Prince de Chimay, Comte de Beaumont, Reichsfürst
- Philippe Gabriel Maurice Joseph de Henin-Liétard dit d’Alsace de Boussu (1736-1804) dessen Onkel, 1761 15. Prince de Chimay, Reichsfürst, 12. Comte de Boussu, 9. Marquis de Veere et de Vlissingen

Der Titel Fürst von Chimay wurde von den Nachkommen der Schwester des letzten Fürsten aus der Familie Riquet (als niederländische Anerkennung) ab 1824 weitergeführt, der Titel „Comte de Boussu“ offenbar nicht.